# Жан Аурел
Жан Аурел (на френски: Jean Aurel) е френски режисьор. 

## Биография
Жан Аурел е роден на 6 ноември 1925 г. в Растолита, Румъния. Работи и като сценарист. Той е съавтор на „Съседката“ („La Femme d'à côt“) с Франсоа Трюфо. Умира на 24 август 1996 г. в Париж.

## Избрана филмография
| година | филм                  | оригинално заглавие | бележки             |
| ------ | --------------------- | ------------------- | ------------------- |
| 1957   | Покрайнините на Париж | Porte des Lilas     | съавтор на сценария |
| 1968   | Манон 70              | Manon 70            |                     |